# Damián Álvarez Arcos
Damián Álvarez Arcos est un footballeur mexicain né le 11 mars 1973 à Veracruz. Il était attaquant.

## Carrière
- 1991-1995 : Atlas ( Mexique)
- 1995-1997 : FC León ( Mexique)
- 1997 : Dallas Burn
- 1998 : CD Guadalajara ( Mexique)
- 1998-2000 : Club América ( Mexique)
- 2000 : CF Pachuca ( Mexique)
- 2001 : CA Yucatan ( Mexique)
- 2001-2002 : CF Atlante ( Mexique)
- 2002 : Toluca ( Mexique)
- 2002 : San Luis FC ( Mexique)
- 2003 : Zacatepec ( Mexique)
- 2003 : Club Necaxa ( Mexique)
- 2004 : Club Tijuana ( Mexique)

## Palmarès
- Coupe des États-Unis de soccer : 1997